# Каринская узкоколейная железная дорога
Каринская узкоколейная железная дорога (Второе название: Узкоколейная железная дорога Каринского Транспортного Управления) — пассажирская узкоколейная железная дорога в Кировской области России. Связывает основную часть города Кирово-Чепецка (на левом берегу Чепцы) с Каринским торфозаготовительным участком ЗАО «ВяткаТорф», следуя через специальный мост через Чепцу. На участке «Новый» (около улицы Ленина) — «Техническая» (в правобережном микрорайоне Каринторф) осуществляются пассажирские перевозки (часть городской системы общественного транспорта). Ширина колеи — 750 мм.
Управление дорогой располагается в Каринторфе.

## История
Каринская узкоколейная железная дорога была построена в 1942 году в связи с началом торфяных разработок на Каринском участке и образованием посёлка Каринторф.
Первый участок (от ТЭЦ до Второго посёлка) составил 22 км, включая мост через реку Чепцу, открытый 22 июля 1942 года. Первый торф составом из 10 вагонов был доставлен на Кирово-Чепецкую ТЭЦ 14 декабря 1942 года.
В 1949 году (по другим данным — в начале 1953 года) завершилось строительство постоянного моста через реку Чепцу, длиной свыше 300 метров.
К 1955 году были проложены пути до северного Прокопьевского торфомассива, на котором был построен посёлок Октябрьский (около 40 км).
В 1959 году была открыта линия значительной протяжённости от станции Торфяная в южном направлении, через путепровод над Транссибом на перегоне Киров — Яр. Она обеспечила прямую связь по узкой колее между ТЭЦ-3 и Васькинским торфопредприятием, а позже — с новым Бурмакинским торфопредприятием, созданным в посёлке Речной, в окрестностях села Бурмакино.
Кроме того, недалеко от центрального посёлка Каринторфа появились подчинённые его исполнительному комитету 2-й (на главном ходу КУЖД) и 3-й (на ходу через торфомассив Маланино) посёлки, станция Техническая стала узловой.
Протяжённость единой сети узкоколейных железных дорог превысила 100 километров. Узкоколейная железная дорога, изначально относившаяся к транспортному отделу Каринского торфопредприятия, в 1958 году была реорганизована в самостоятельное Каринское транспортное управление. Главное локомотивное депо дороги находилось на станции Техническая в посёлке Каринторф. Менее крупные депо были на станциях Октябрьская, Бурмакино (посёлок Речной) и Васькино.
В 1992 году были разобраны все линии к югу от станции Торфяная, УЖД Бурмакинского торфопредприятия обособилась, став отдельной узкоколейной железной дорогой, а в 2005 году — была разобрана. Васькинское торфопредприятие было закрыто, ни одного участка пути не сохранилось. Мост над транссибирской магистралью был демонтирован.
Жители расположенных отдельно частей Каринторфа в начале 2000-х годов выселялись, 3-й посёлок был выселен полностью, 2-й посёлок выселен частично.
В связи с упадком торфодобычи и переводом главного потребителя торфа — Кировской ТЭЦ-3 — на природный газ, планировалось закрытие дороги к июню 2012 года.
17 февраля 2012 года из Каринторфа на Кировскую ТЭЦ-3 (в Кирово-Чепецк) был отправлен последний грузовой состав с торфом. Прекращение пассажирского железнодорожного движения между Каринторфом и Кирово-Чепецком планировалось к 1 июля 2012 года, после чего микрорайон Каринторф мог лишиться единственного постоянного (круглогодичного) транспортного сообщения с Кирово-Чепецком.
К этому времени вывезли запасы добытого торфа, после чего были разобраны рельсы от разъезда Новый (в 7-м микрорайоне) до станции Торфяная (ТЭЦ). 27 мая 2012 года были сняты рельсы на Белохолуницком переезде на автодороге  Киров — Пермь (на участке между Слободским и Белой Холуницей). Переезд был засыпан гравием, шлагбаумы демонтированы. Каринская УЖД прекратила своё существование как единое целое. Остались действующие участки вблизи Кирово-Чепецка и посёлка Октябрьский.

Карта Каринской железной дороги с указанием зон застройки (2022)

В 2012 году через реку Чепцу был построен понтонный мост и организовано автобусное сообщение между Кирово-Чепецком и Каринторфом, но это не решило задачи всесезонной транспортной доступности Каринторфа, поэтому было решено не закрывать пассажирское сообщение на УЖД.
В том же 2012 году администрация города и ЗАО «ВяткаТорф» договорились о сохранении Каринской УЖД.
1 мая 2019 года новым владельцем УЖД стала АНО «Музей железной дороги».
В течение 2019 года в Каринторф были доставлены новые единицы техники: 2 тепловоза ТУ4, 1 тепловоз ТУ8, ручная дрезина, пассажирская дрезина ПД1, кузов автомотрисы АМ1. В октябре 2019 года на базе депо был открыт музей, где по субботам проводятся экскурсии сразу по прибытии поезда в Каринторф: в 11:05 и в 14:45.

## Парк
Линия обслуживается тепловозами ТУ4 и ТУ7. Эксплуатировались торфовозные вагоны серии УМВ, часть была оборудована тормозными площадками. Грузовые поезда могли идти под двойной тягой.

## Станции и остановочные пункты
| В городской черте Кирово-Чепецка: - Торфяная (пути демонтированы) - Новый - Вернисаж - Боёво | В микрорайоне Каринторф: - Пойма - Бор - Техническая | Вне пределов города (демонтирована): - Кирпичный - 2-й посёлок (не действует) - Белая Холуница - Петрино - Добыча - Октябрьская |

## Фотогалерея

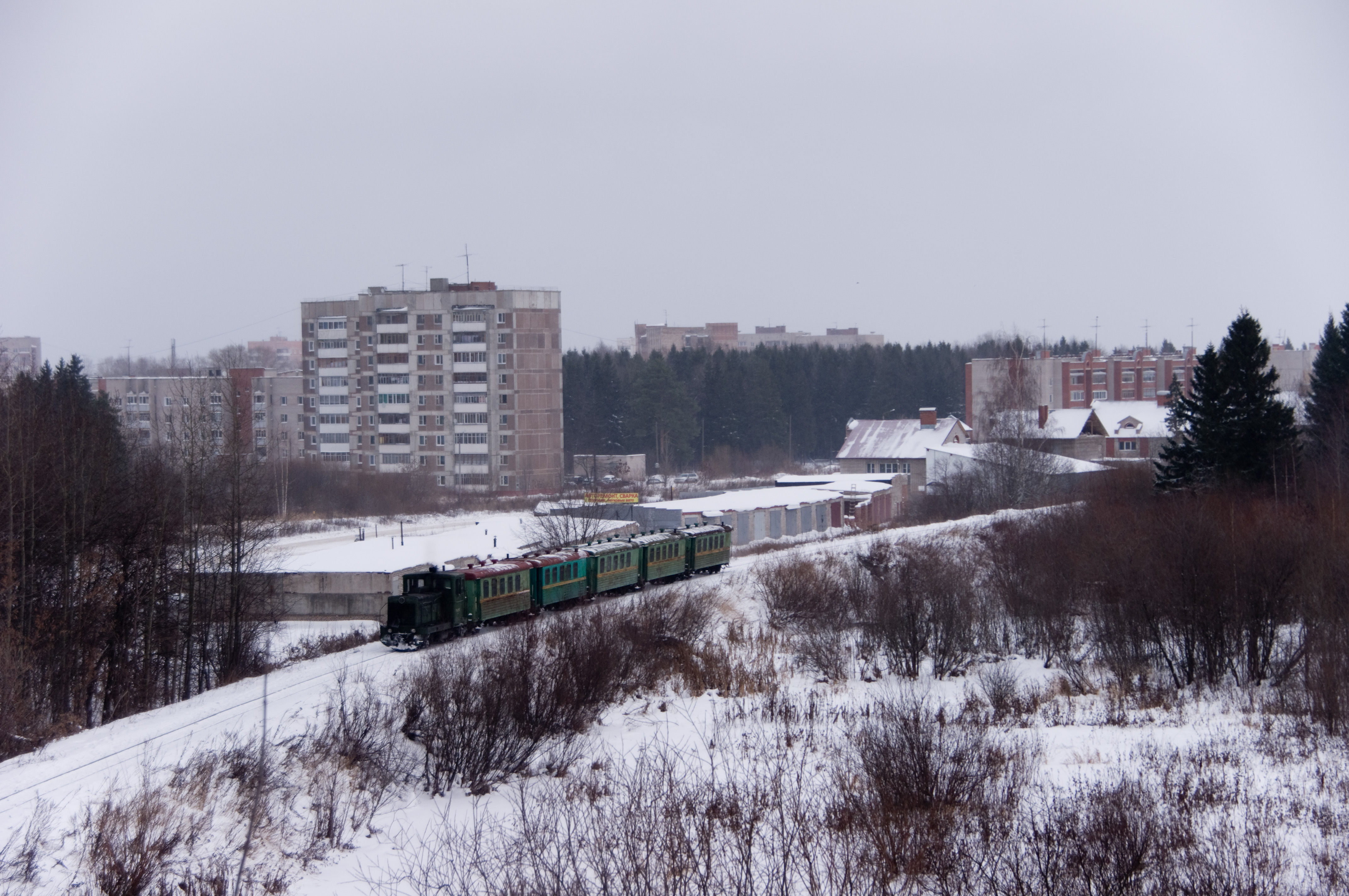
Пассажирский поезд на фоне домов Кирово-Чепецка.
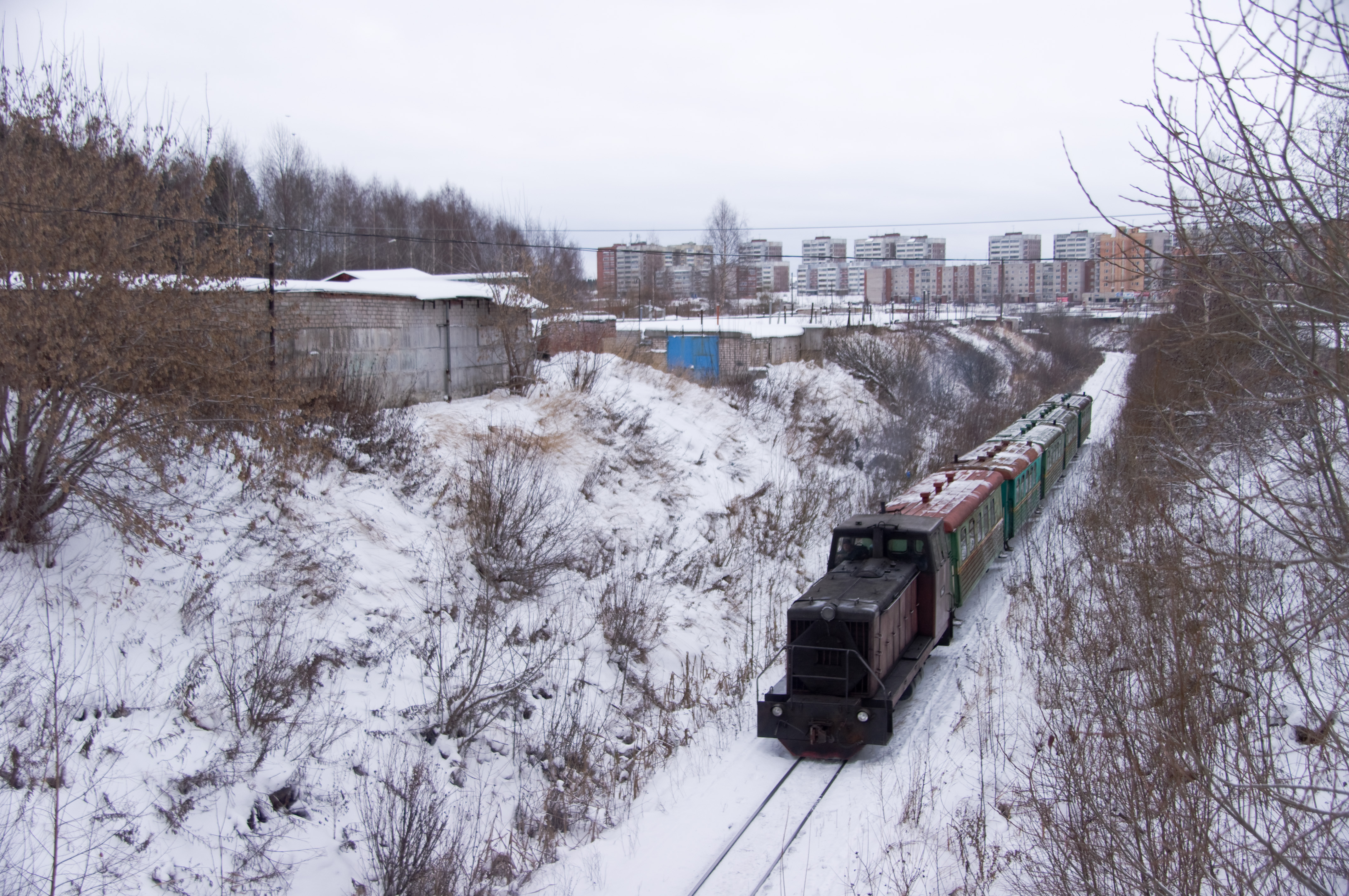
ТУ7А-3077 с дневным поездом из Каринторфа, подходит к разъезду Новый.
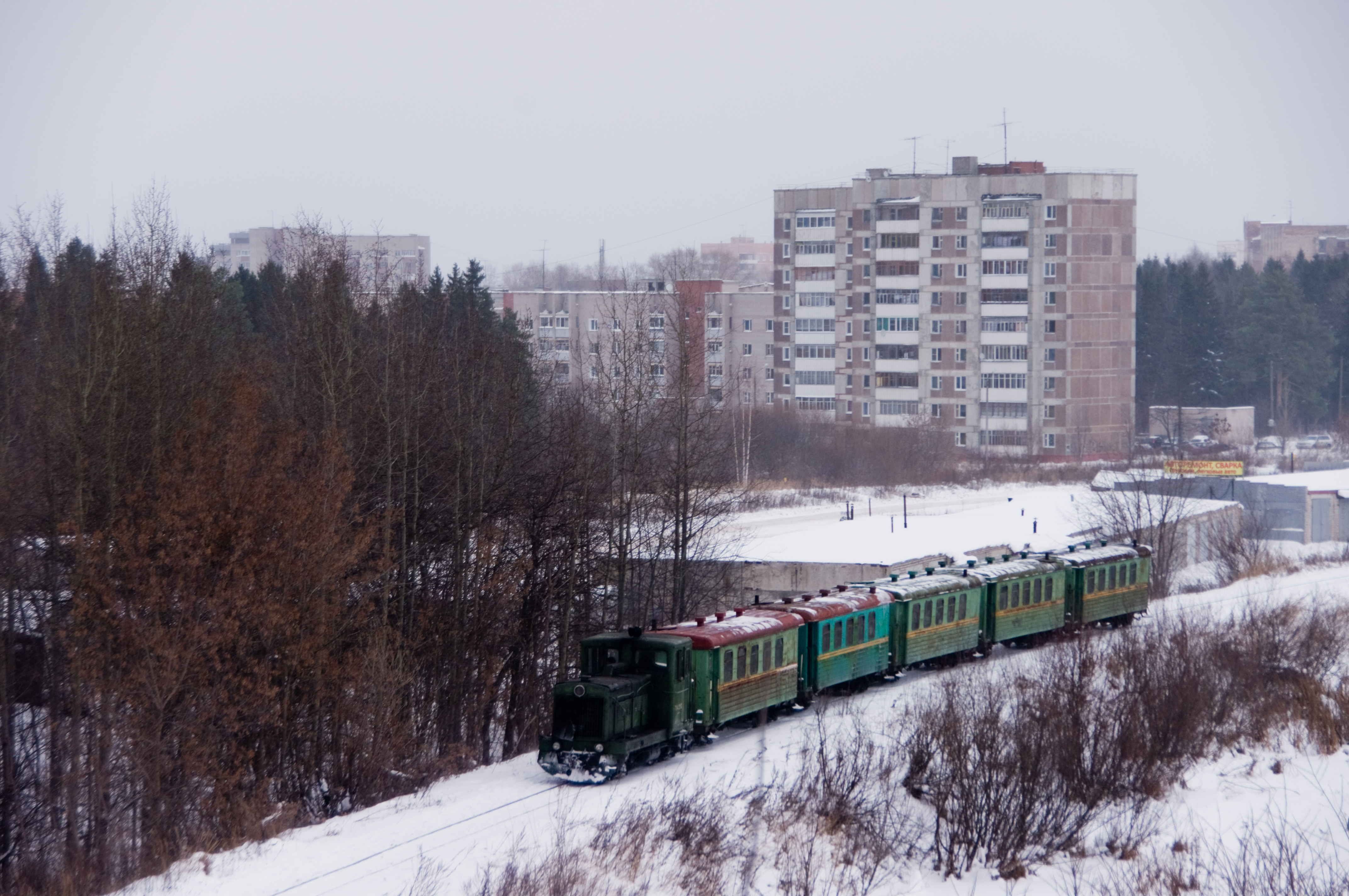
ТУ4-2286 с дневным поездом из Каринторфа, у о.п. Вернисаж.
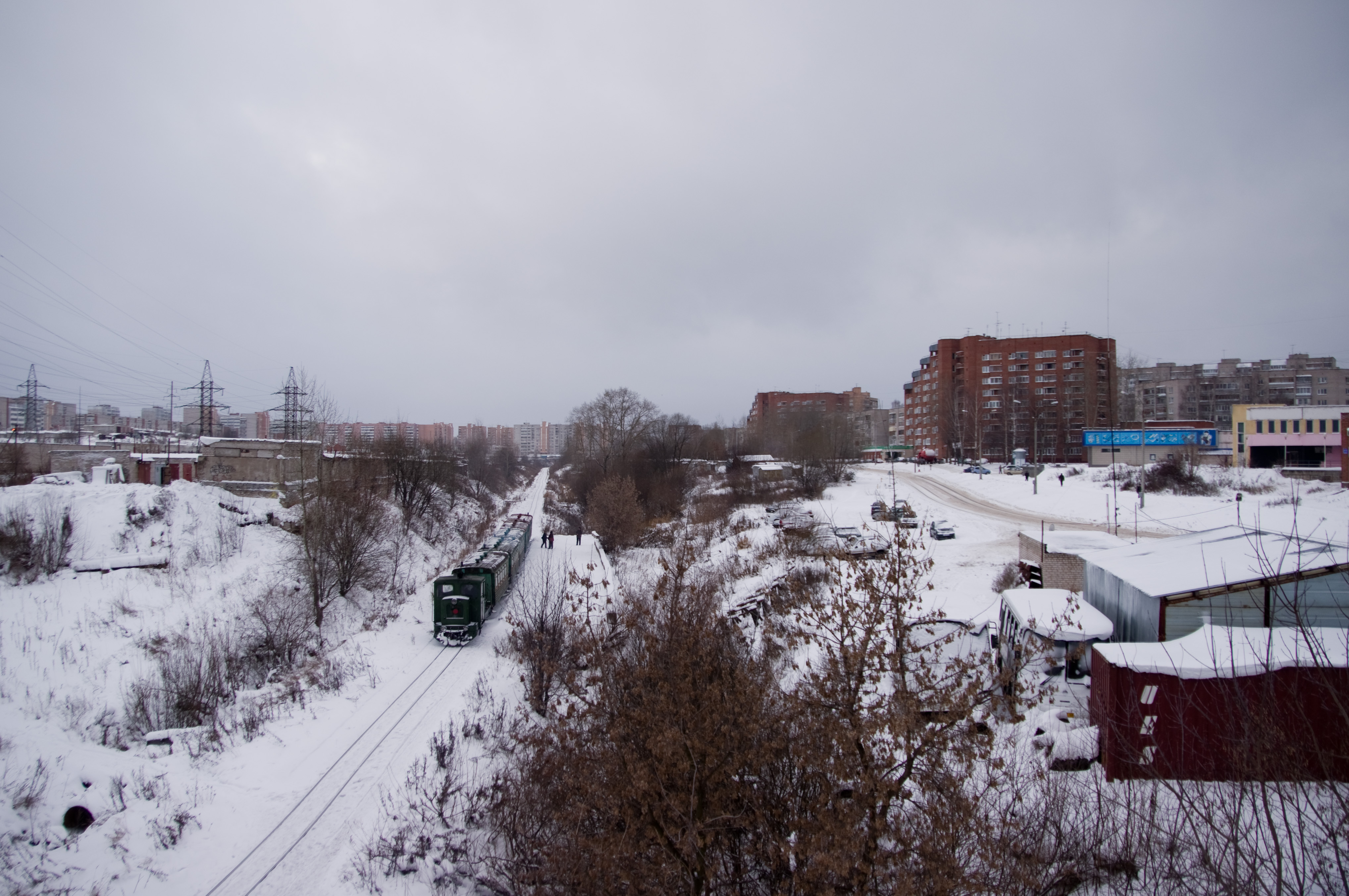
ТУ4-2286 с дневным поездом на Каринторф, о.п. Вернисаж
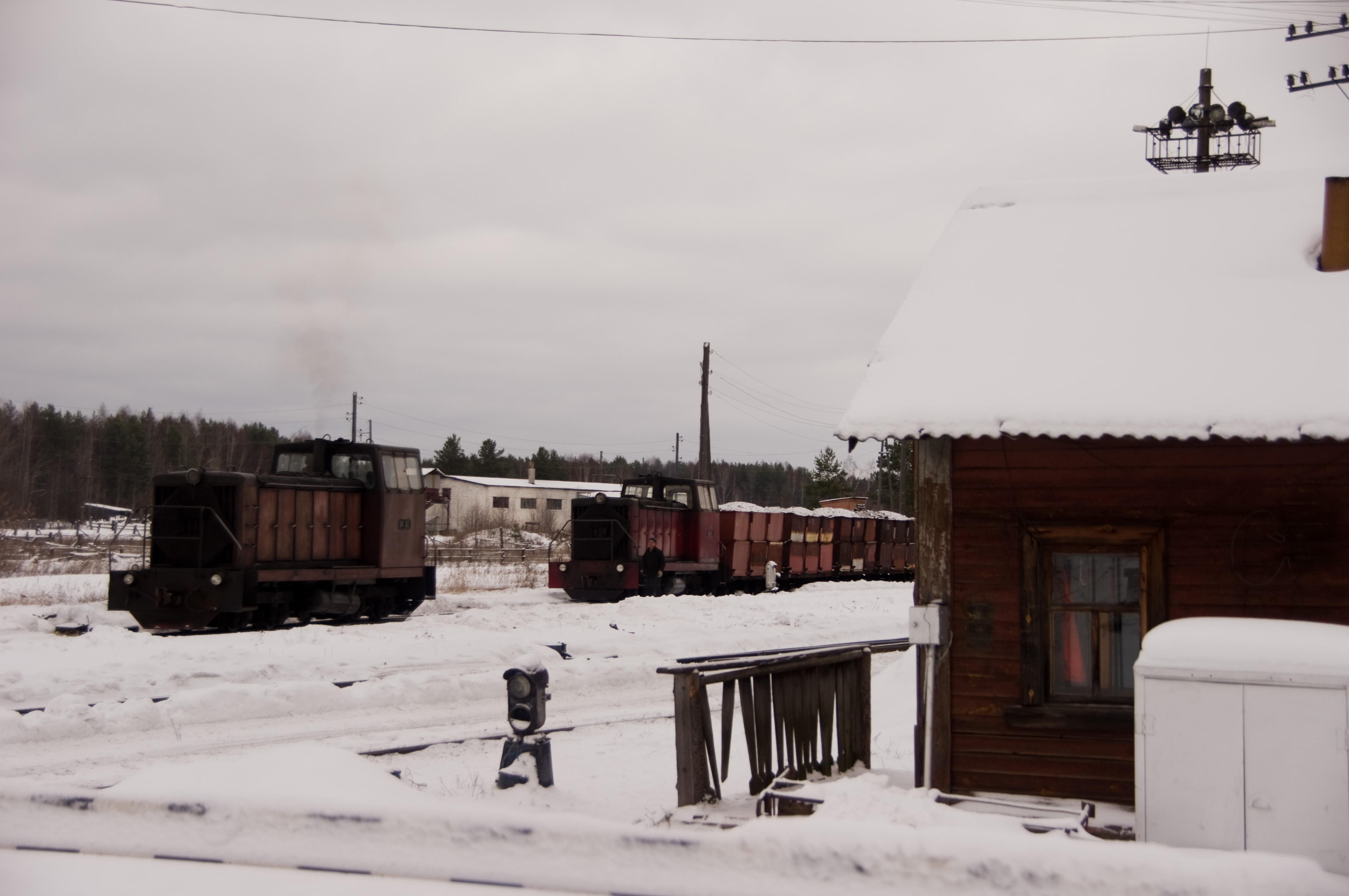
ТУ7А-3077+ТУ7А-3318 сцепляются на станции Техническая, Каринская УЖД.
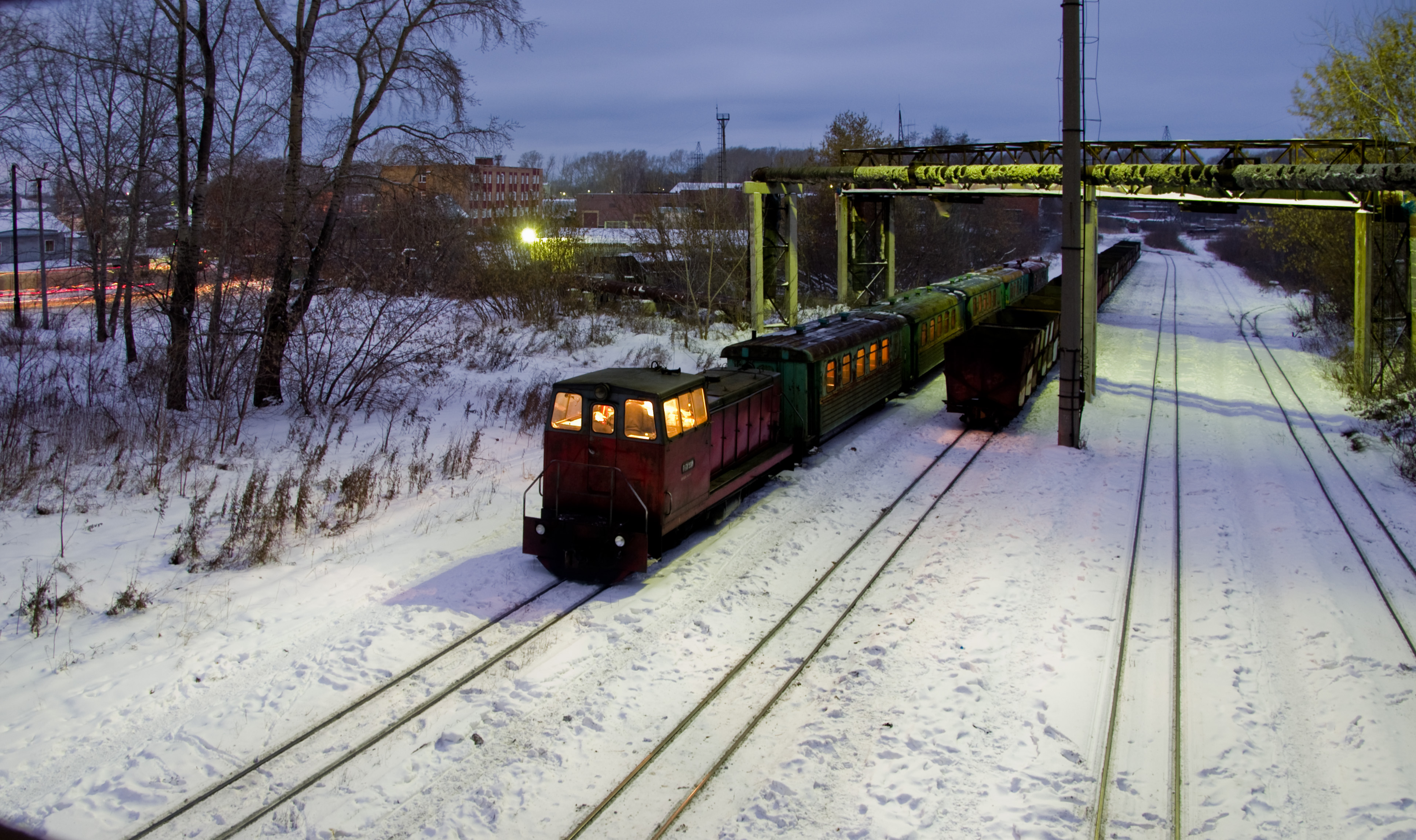
ТУ7А-3318 с пассажирским составом на станции Торфяная.
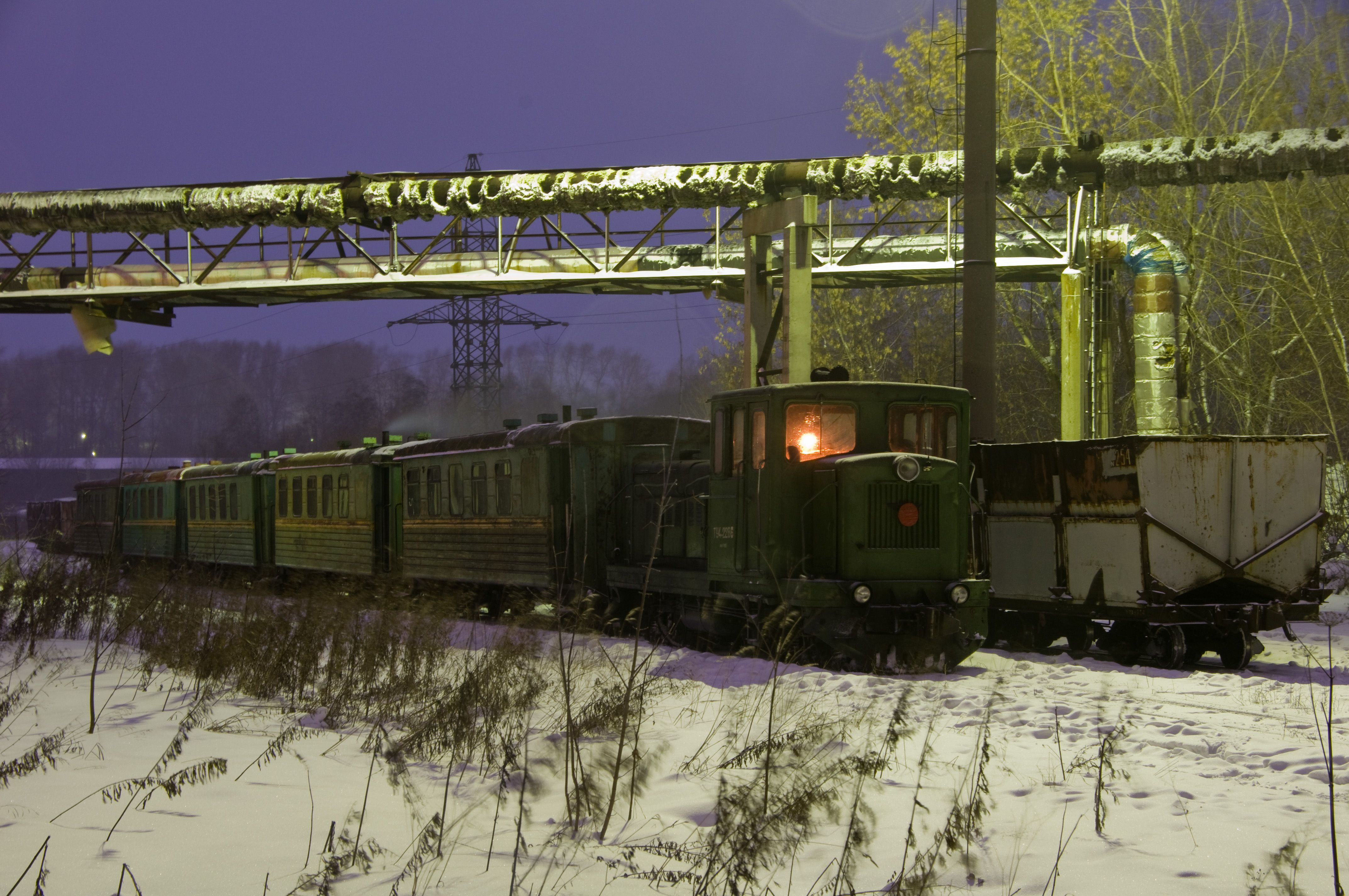
ТУ4-2286, Утренний поезд на станции Торфяная.
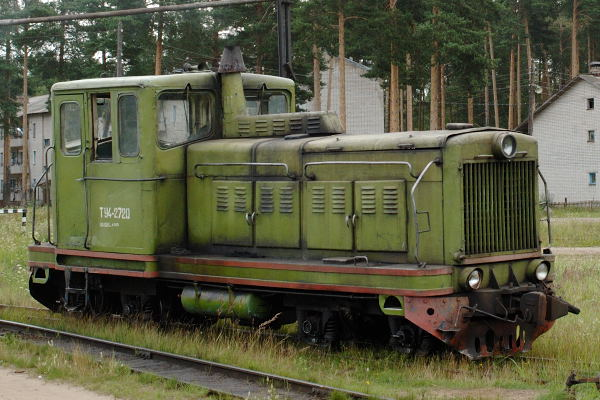
ТУ4-2720
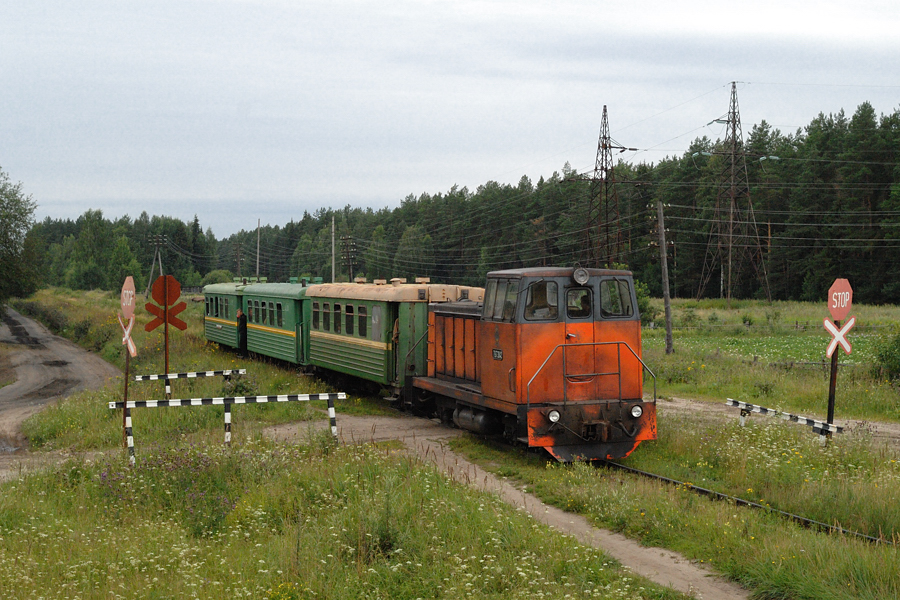
ТУ7А-3042
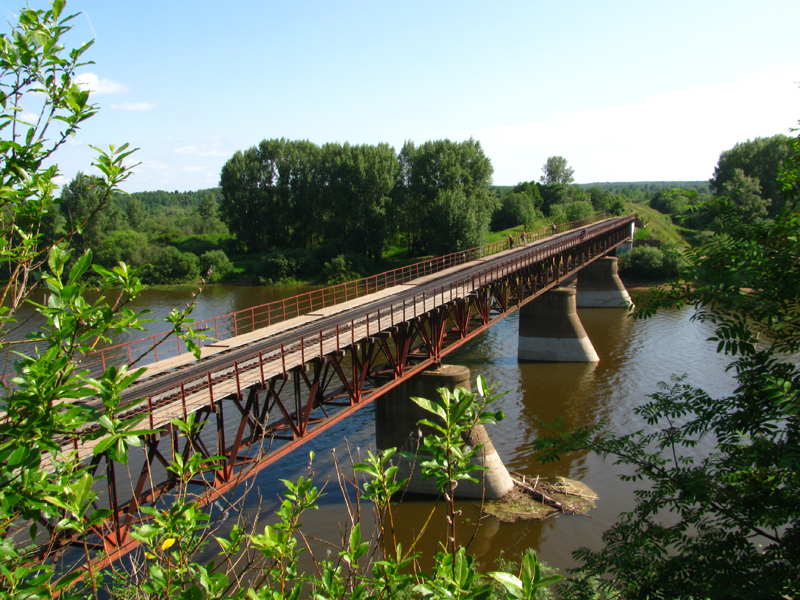
Мост Каринской УЖД через реку Чепцу.
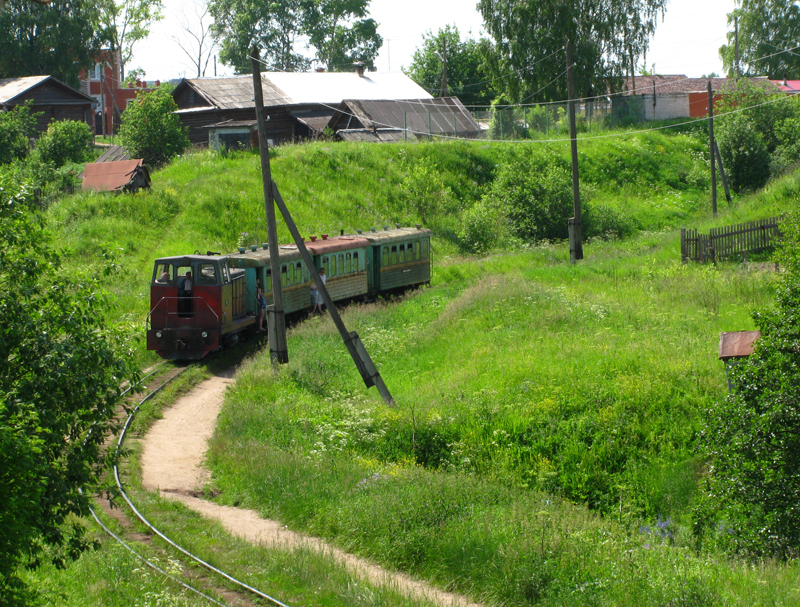
Пассажирский состав на подъезде к мосту через реку Чепцу
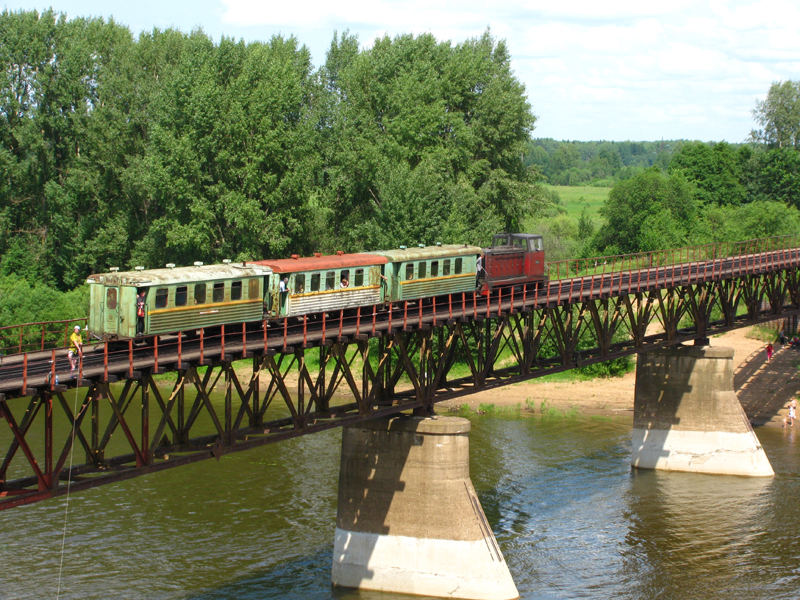
Пассажирский состав на мосту через реку Чепцу

## УЖД в посёлке Октябрьский

Карта северного участка УЖД (2012)

После прекращения вывоза торфа на ТЭЦ и закрытия основной линии в 2012 году остался действующий участок на северном конце линии, от депо в посёлке Октябрьский на торфоразработки.
На фотографиях 2019 года видно что северный участок тоже полностью разобран